# Каменское (Васильевский район)
Каменско́е (укр. Кам'янське́) — село в Васильевской городской общине Васильевского района Запорожской области Украины.

## Население
Население по переписи 2001 года составляло 2639 человек.

## Географическое положение
Село Каменское находится на берегу реки Янчекрак в месте впадения её в Каховское водохранилище,
выше по течению на расстоянии в 1,5 км расположено село Лобковое,
выше по течению Каховского водохранилища примыкает село Плавни.
Через село проходит автомобильная дорога М-18 (E 105).
Рядом проходит железная дорога, станция Плавни.

## История

### До основания
Территория современного села Каменское заселена с давних времен, о чём свидетельствуют раскопки 2 скифских курганов (IV в. до н. э.), в которых обнаружены золотые украшения. В 1906 году на берегу реки найден так называемый Янчекракский клад серебряных и золотых украшений конской сбруи. Он хранится в Государственном историческом музее в Москве.

### Период Российской империи и СССР
Село основано в 1790-х годах на месте бывшего казацкого зимовника выходцами из села Петровки Херсонской губернии. Равно как и река, оно стало называться Янчекраком. Вскоре его жители попали в крепостную зависимость от помещика Попова, которому Екатерина II подарила окрестные земли вместе с населенными пунктами. В конце XVIII — начале XIX в. он переселил сюда крепостных из своих черниговских и полтавских поместий. Кроме того, здесь оседали беглые крестьяне из Полтавской и Екатеринославской губерний. Село быстро росло. В 1838 году в нём проживало уже около тысячи человек.
По состоянию на 1886 год в селе Васильевской волости Мелитопольского уезда Таврической губернии проживало 2020 человек, насчитывалось 361 двор, существовали школа и 2 лавки. В период Столыпинской реформы 1906—1912 гг. выходцы из села основали в 1909 г. с. Трофимовку (выселок № 15) в Агайманской волости.
В преддверии Первой мировой войны в деревне было 635 хозяйств и 4778 жителей, в том числе 2710 мужчин.
В 1945 году село было переименовано в Каменское.

### Период независимой Украины
В ночь на 13 марта 2016 года в селе был завален памятник Ленину.

### Российско-украинская война
В начале 2022 года в ходе российского вторжения на Украину южная часть села была захвачена вооружёнными силами РФ. 4-5 июня 2023 года по всей линии фронта началось украинское контрнаступление, в результате чего 6 сентября часть села на юго-востоке была освобождена.
В середине декабря 2024 года бои усилились, и к 22 декабря ВСУ смогли продвинуться в центре села.
К лету 2025 года село, по словам представителя Сил обороны юга Украины, было выжжено российскими обстрелами почти целиком.

## Экономика
- Каменский райпищекомбинат.
- «Агро-Вест», ООО.
- «Приват-Агро», ООО.
- Каменская специализированная общеобразовательная школа-интернат для слабослышащих детей.

## Объекты социальной сферы
- Школа